# Dsmitryj Ljanzewitsch
Dsmitryj Ljanzewitsch (belarussisch Дзмітрый Лянцэвіч, russisch Дмитрий Вальдомарович Ленцевич; * 20. Juni 1983 in Minsk, Sowjetunion) ist ein ehemaliger belarussischer Fußballnationalspieler.
Lentsevich stammt, wie auch Anton Puzila aus der Jugend von RUOR Minsk, dem Reserveteam von FK Dinamo Minsk. Nach drei Jahren in der ersten belarussischen Liga wechselte er in die russischen Premjer-Liga, um nach einem kurzen Intermezzo in der Ukraine nach Tschechien zu gehen. Ab 2008 spielte er zwei Jahre lang beim FK Bohemians Prag, dem ehemaligen FC Střížkov Praha 9, der die Namensrechte am Traditionsverein Bohemians gekauft hatte und nun mit dem anderen Prager Verein gleichen Namens, Bohemians 1905, in Rechtsstreitigkeiten verwickelt war. Nach dem finanziell bedingten Zwangsabstieg des FK aus der ersten in die dritte tschechische Liga wechselte Lentsevich auf Leihbasis zu Dynamo České Budějovice. Er spielte dort in der Abwehr als rechter Verteidiger; jedoch nur bis zur Winterpause, kehrte im Januar 2011 zurück zu FK Bohemians Prag und spielte dort bis 2013. 2014 trat er für den FK Minsk an.
Lentsevich bestritt seit 2006 14 Länderspiele für die belarussische Fußballnationalmannschaft.